# Valle di Owens
La Valle di Owens (in inglese Owens Valley) è l'arida valle del fiume Owens nella California orientale, negli Stati Uniti, ad est della Sierra Nevada e ad ovest delle White Mountains e delle Inyo Mountains, sul lato occidentale della sezione del Gran Bacino. 
Le cime montuose su entrambi i lati (compreso il Monte Whitney) raggiungono quote superiori ai 4300 m s.l.m., mentre il fondale della valle si trova a circa 1200 metri di altitudine, rendendola una delle valli più profonde degli Stati Uniti. La Sierra Nevada mette la valle in ombra pluviometrica, rendendo la Valle di Owens "la terra della scarsa pioggia". Il letto del fiume Owens, ora diventato un bacino endoreico prevalentemente asciutto, si trova all'estremità meridionale della valle.
La valle fornisce acqua all'acquedotto di Los Angeles, sufficiente per la metà della fornitura di Los Angeles, ed è famigerata come la scena di uno degli episodi più feroci e più lunghi delle cosiddette guerre dell'acqua in California. Questi episodi hanno ispirato gli aspetti del film Chinatown. Le città nella Valle di Owens includono Big Pine, Bishop, Lone Pine, Independence; circa 25.000 persone vivono nella valle. La strada principale della valle è la U.S. Route 395.

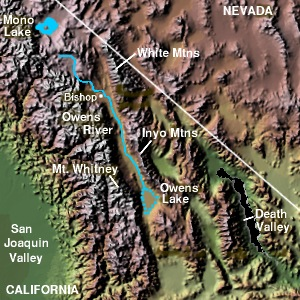
La Valle di Owens.

## Geologia
Circa tre milioni di anni fa, il sistema di faglie della Sierra Nevada e delle White Mountains divenne attivo con ripetuti episodi di frane e dislocamenti sismici che produssero gradualmente l'impressionante rilievo della Sierra Nevada orientale e le scarpate della White Mountain, che delimitano la regione settentrionale della valle e del bacino Mono.
La Valle di Owens è geologicamente un graben, una depressione tettonica tra due faglie verticali, il più occidentale nella Provincia di Basin and Range. Fa parte anche di una fossa tettonica chiamata Walker Lane, che si estende dall'Oregon alla Valle della Morte.
Il fianco occidentale di gran parte della valle ha grandi morene provenienti dalla Sierra Nevada. Questi ammassi indifferenziati di rocce, massi e polveri furono spinti verso la posizione attuale dai ghiacciai durante l'ultima era glaciale. Un eccellente esempio di morena si trova sulla State Route 168 dove si inerpica nel Buttermilk Country.
La depressione del graben è stata creata da una lunga serie di terremoti, come il terremoto di Lone Pine del 1872, che ha spostato in basso il graben e spinto la Sierra Nevada verso l'alto. Il graben è molto più grande di quanto suggerisca la profondità della valle; studi di gravità suggeriscono che la depressione è riempita per lo più da 3000 metri di roccia sedimentaria e che una scarpata molto ripida è interrata sotto lo sviluppo occidentale della valle. La parte più elevata di questa scarpata affiora nelle Alabama Hills.
La Valle di Owens ospita molti mini-vulcani, come la Crater Mountain. Versioni più piccole del Devils Postpile possono essere trovate, ad esempio, a Little Lake.

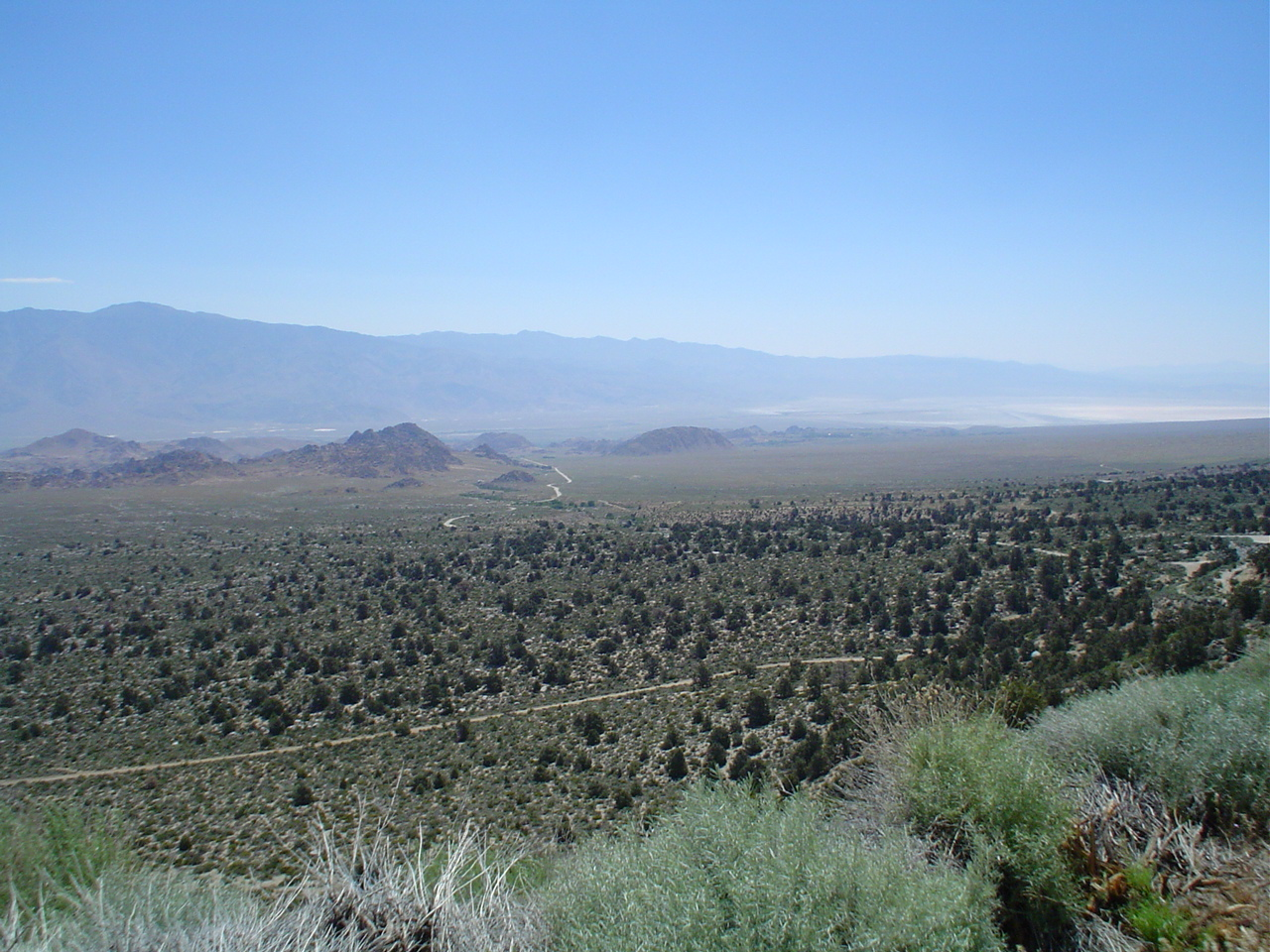
La Valle di Owens, le Alabama Hills e il lago Owens visti dalla Whitney Portal Road, a ovest di Lone Pine, California.

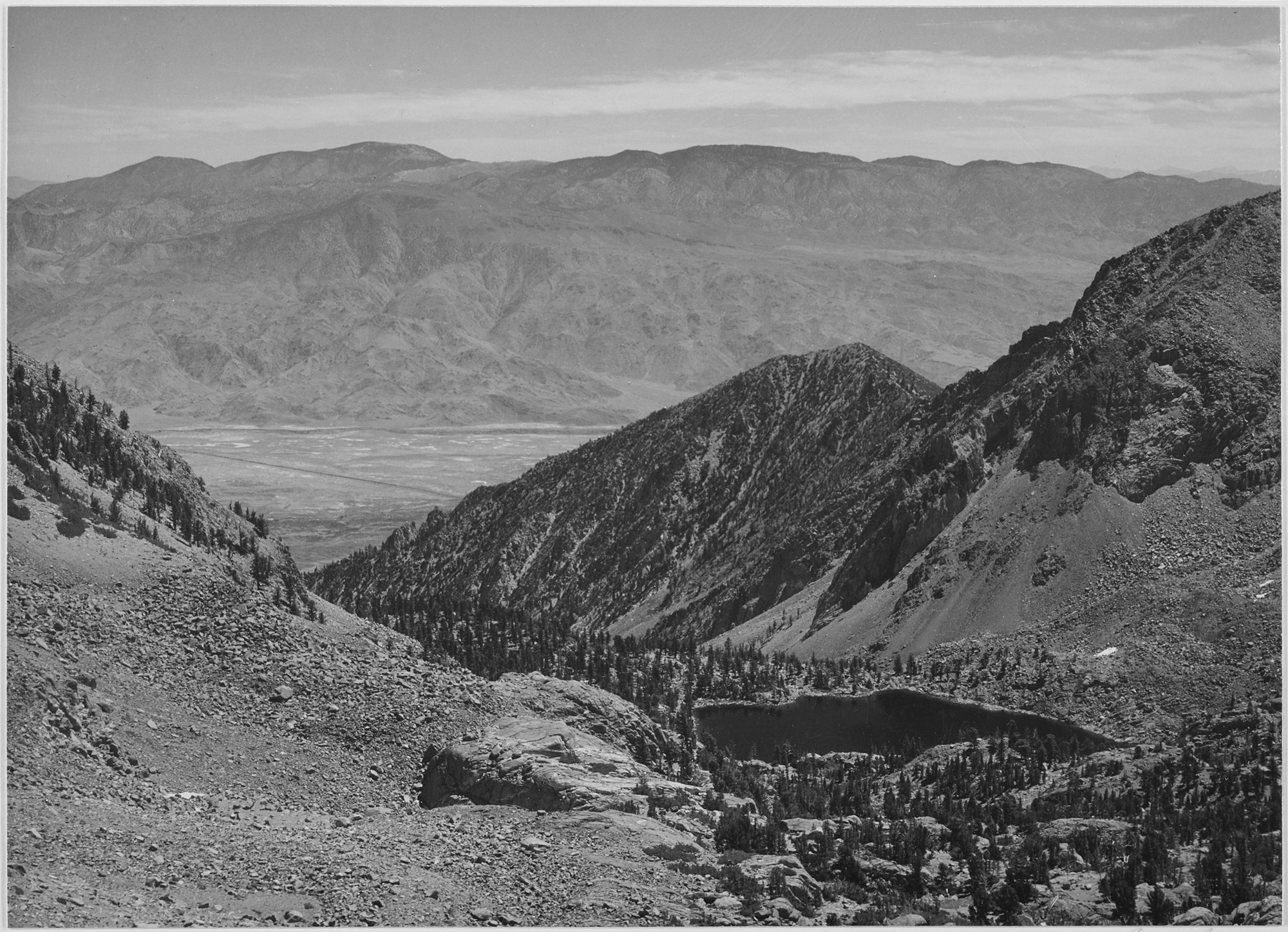
La Valle di Owens, fotografata dal Passo Sawmill da Ansel Adams, circa 1936.

## Flora
La valle contiene piante adattate all'habitat arido dei laghi secchi. Una di queste, la Owens Valley checkerbloom (Sidalcea covillei), è endemica della Valle di Owens.

## Storia
La valle era abitata nella tarda preistoria dai Timbisha (chiamati anche Panamint o Koso) nell'estremità sud intorno al lago Owens e dalla tribù Mono (detta anche Owens Valley Paiute) nelle parti centrali e settentrionali della valle. I Timbisha parlano la lingua Timbisha, classificata nel ramo numico della famiglia di lingue Uto-Azteca. Le lingue più vicine sono Shoshoni e Comanche. Il Mono orientale parla un dialetto della lingua mono che è anche numico ma è più strettamente imparentato con il Paiute settentrionale. I Timbisha attualmente vivono nella Valle della Morte a Furnace Creek, sebbene la maggior parte delle famiglie abbia anche una residenza estiva nella colonia di Lone Pine. I Mono orientali vivono in diverse colonie da Lone Pine a Bishop. Il commercio tra nativi americani della Valle di Owens e tribù costiere come i Chumash è stato indicato dal record archeologico.
Il 1º maggio 1834, Joseph R. Walker entrò nella valle di Owens alla foce del Walker Pass. Walker e il suo gruppo di 52 uomini hanno risalito la valle tornando al Humboldt Sink e risalendo il fiume Humboldt verso le Montagne Rocciose.
Nel 1845, John Charles Frémont diede il nome alla Valle di Owens, al fiume e al lago in onore di Richard Lemon Owings, una delle sue guide. Il Camp Independence fu fondato a Oak Creek vicino alla moderna Independence, in California, il 4 luglio 1862, durante la guerra indiana della Valle di Owens.
Dal 1942 al 1945, durante la seconda guerra mondiale, il primo campo di Internamento dei giapponesi negli Stati Uniti operò nella valle di Manzanar vicino a Independence, in California.

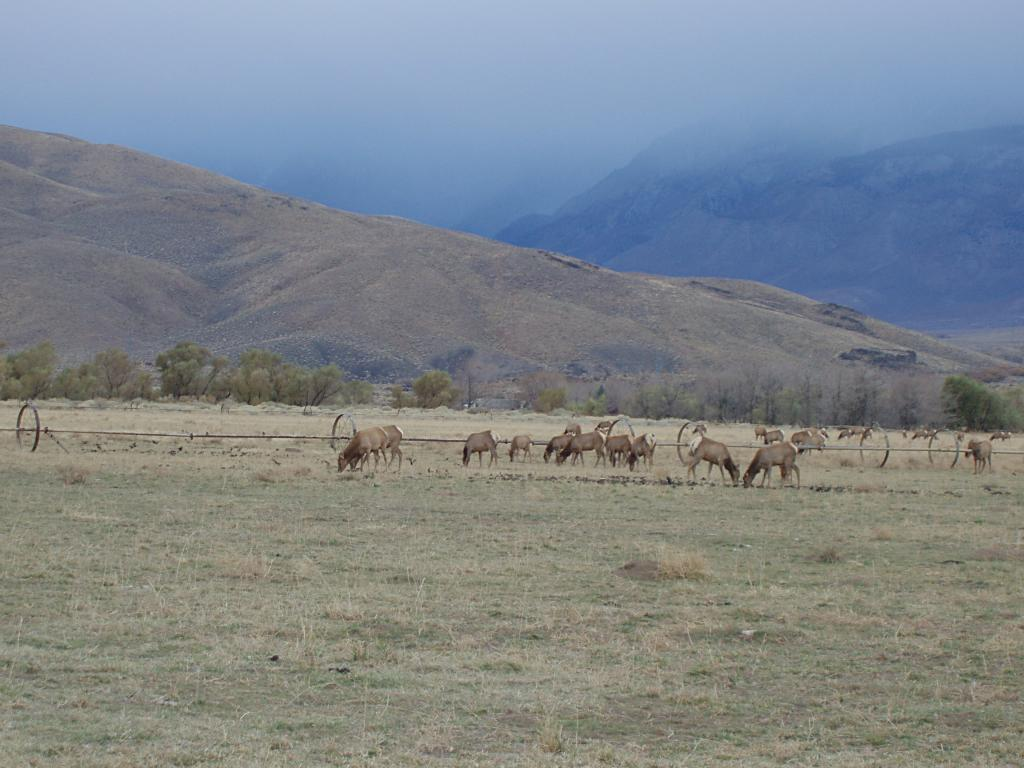
Wapiti di Tule che pascolano nella Valle di Owens.

### Guerre dell'acqua
All'inizio del XX secolo, la valle divenne teatro di una lotta tra i residenti locali e la città di Los Angeles per i diritti sull'acqua. William Mulholland, sovrintendente del Los Angeles Department of Water and Power (LADWP), progettò l'acquedotto di Los Angeles, lungo 359 km, completato nel 1913, che dirottò l'acqua dal fiume Owens. I diritti sull'acqua furono acquisiti in modo ingannevole, spesso dividendo cooperative d'acqua e mettendo i vicini l'uno contro l'altro. Nel 1924, gli agricoltori locali furono stufi degli acquisti e i malcontenti scoppiarono in violenze che portarono al sabotaggio di parti del sistema idrico.
Alla fine, Los Angeles acquisì una gran parte dei diritti d'acqua su oltre 300.000 acri di terreno nella valle, allontanando quasi del tutto l'afflusso di acqua dal lago Owens. Questa acquisizione è stata effettuata in seguito a negoziati in cui gli agricoltori di Los Angeles e della Valle di Owens erano impegnati in un monopolio bilaterale. Secondo stime moderne, Los Angeles sarebbe stata disposta a pagare fino a 8,70$ per acro-piede (7,05$ per mille metri cubi) di acqua. Alla fine, il prezzo medio effettivo della transazione era vicino a 4,00$ per acro-piede (3,25$ per mille metri cubi). La migliore opzione era quella di continuare a utilizzare il terreno per usi agricoli in modo da ottenere un prezzo molto più basso. Sebbene questo prezzo fosse inferiore a quanto Los Angeles era disposta a pagare, gli agricoltori della Valle di Owens ricevettero un premio per la loro terra rispetto ai valori della terra nelle contee limitrofe. Inoltre, gli agricoltori che hanno resistito più a lungo durante i trasferimenti della Valle di Owens sono stati in grado di vendere la loro terra a prezzi ancora più elevati di quelli che l'agricoltore medio ha ricevuto a causa della volontà di Los Angeles di stabilirsi. In seguito a queste acquisizioni, il lago si asciugò completamente, lasciando l'attuale piano alcalino che affligge la valle meridionale con tempeste di polvere di alcali.
Nel 1970, il LADWP completò un secondo acquedotto nella Valle di Owens. Per alimentare l'acquedotto venne deviata ancora più acqua dalla superficie e ne venne pompata dalla falda acquifera. Le sorgenti e la Valle di Owens si asciugarono e scomparvero, mentre la vegetazione dipendente dalle falde acquifere iniziò a morire.
Seguirono anni di contenzioso: nel 1997, la contea di Inyo, Los Angeles, il Comitato della Valle di Owens, il Sierra Club e altre parti interessate firmarono un memorandum d'intesa che specificava i termini entro i quali il fiume Owens inferiore sarebbe stato irrigato entro giugno 2003. Il LADWP ha mancato questa scadenza ed è stata citata di nuovo. Con un altro accordo, questa volta incluso lo Stato della California, Los Angeles ha promesso di riutilizzare il fiume Owens inferiore entro settembre 2005. A febbraio 2005, il LADWP ha annunciato che difficilmente avrebbe mantenuto la nuova scadenza. Infine, nel 2008, Los Angeles ha mantenuto la sua promessa e ha irrigato il fiume Owens inferiore.
Nel luglio 2004, il sindaco di Los Angeles, James Hahn, ha proposto di escludere tutti gli sviluppi futuri sulle sue partecipazioni nella Valle di Owens, proponendo una servitù di conservazione di tutti i terreni del LADWP. Nell'ottobre 2004, i funzionari della Contea di Inyo sembravano resistere all'offerta della servitù, forse a causa della precedente storia di sfiducia sulle azioni della LADWP. Los Angeles ha iniziato a utilizzare un nuovo metodo organico per sopprimere la polvere nell'aria dal letto asciutto del lago Owens nel 2014 a seguito di un accordo tra la città e il distretto di controllo dell'inquinamento dell'aria unificata del Gran Bacino, i regolatori della qualità dell'aria della Valle di Owens, che ha posto fine a un'aspra controversia lunga decenni sull'acqua e sulla polvere.

## Osservatorio radio
L'osservatorio radio della Valle di Owens situato vicino al passo di Westgard è uno dei dieci radiotelescopi che compongono la Very Long Baseline Array (VLBA).